# Gracindo Júnior
Epaminondas Xavier Gracindo, plus connu sous le nom de Gracindo Júnior, est né le 21 mai 1943 à Rio de Janeiro. C'est un acteur de télévision brésilien dont la carrière a commencé en 1965. Il est connu pour avoir incarné le rôle d’Antonio Sampaio dans la telenovela brésilienne « Dona Beija (série télévisée) ». 
Il est le fils de l'acteur Paulo Gracindo et le père des acteurs Gabriel Gracindo, Pedro Gracindo et Daniela Duarte.